# Visual Basic for Applications
Visual Basic for Applications, VBA – język programowania oparty na Visual Basicu (VB) zaimplementowany w aplikacjach pakietu Microsoft Office oraz kilku innych, jak na przykład AutoCAD i WordPerfect. Ta uproszczona wersja Visual Basica służy przede wszystkim do automatyzacji pracy z dokumentami, na przykład poprzez makropolecenia.
Podstawową różnicą między VBA a VB jest to, że VBA nie pozwala na tworzenie samodzielnych skompilowanych aplikacji typu EXE. Kod programu napisanego w VBA zawsze zawarty jest w dokumencie utworzonym przy pomocy programu obsługującego VBA - na przykład w pliku *.DOCX edytora MS Word lub pliku *.XLS/XLSM arkusza MS Excel. Program taki wymaga zatem środowiska uruchomieniowego, którym jest zainstalowana na komputerze aplikacja obsługująca dany dokument.
Wyjątkiem symulującym samodzielnie działające aplikacje są pliki utworzone w programie Microsoft Access, które — przy zakupie rozszerzenia Microsoft Office Developer lub innego — pozwalają na uruchamianie plików Accessa na dowolnej liczbie komputerów w tzw. Microsoft Access Runtime, bez konieczności wyposażania każdego pojedynczego komputera w pełny pakiet Microsoft Office.
Od wersji 2000 pakiet Microsoft Office został wyposażony w oddzielny Edytor Visual Basic, dobrze znany programistom Visual Basic 6.0, co znacznie ułatwia pracę z kodem. W wersji 2000 dodano także możliwość współpracy programu Microsoft Access z bazą danych Microsoft SQL Server w architekturze klient-serwer.

## Przykłady programów
Przed rozpoczęciem pisania programu w Edytorze VBA (uruchamianym poprzez wciśnięcie Alt+F11), należy dodać dodatek Solver jako odwołanie do VBA (jeżeli będziemy z niego korzystali). W tym celu należy wybrać w Edytorze Tools → References i zaznaczyć Solvera. Jeżeli go tam nie ma, to należy go odnaleźć w katalogu zawierającym Office poprzez guzik Browse.
Pisanie makra rozpoczynamy, klikając prawym przyciskiem w dowolnym miejscu w oknie VBAProject (zwykle na górze po lewej stronie) i z menu wybierając Insert → Module. Jest to o tyle ważne, że makra napisane nie w „Modules” tylko „Microsoft Excel Objects” nie będą działały. Po wstawieniu nowego modułu, po prawej stronie pojawia się puste pole edycji, w którym możemy zacząć pisać swój program. Poniżej znajduje się kilka przykładów, które powinny pomóc zrozumieć składnię VBA. Poniższe przykłady można skopiować i bezpośrednio wstawić do modułu. Makro uruchamia się poprzez kliknięcie na zielony znak Run (lub klawisz F5).
Przykładowy program napisany w VBA:
```
    
Sub
 
proba
()

    
Dim
 
i
 
As
 
Integer
                
'deklaracja zmiennej - nie jest wymagana w VBA

        
For
 
i
 
=
 
1
 
To
 
10
             
'uruchomienie petli - 10 powtórzeń

            
Cells
(
i
,
 
1
)
 
=
 
i
 
^
 
2
     
'wypelnienie komórki wartością po prawej stronie znaku równa się

        
Next
 
i
                      
'zwiększenie i o jeden

    
End
 
Sub
                         
'zakończenie makra

```

Ten prosty program wstawia do komórek z zakresu „A1:A10” kwadraty kolejnych liczb naturalnych (od 1 do 10)
Przy pomocy VBA można także deklarować funkcje użytkownika. Poniższy program wprowadzi funkcję, która jako argument przyjmuje liczbę naturalną (n), a zwraca sumę ciągu arytmetycznego, gdzie pierwszy wyraz to 1, ostatni to n, a różnica ciągu to 1.
```
    
Function
 
aryt
(
n
 
As
 
Integer
)
 
As
 
Integer

    
Dim
 
i
,
 
wartosc
 
As
 
Integer
       
'deklaracja zmiennych

        
wartosc
 
=
 
0
                 
'przypisanie wartości zero zmiennej wartosc

        
For
 
i
 
=
 
1
 
To
 
n
              
'uruchomienie pętli

            
wartosc
 
=
 
wartosc
 
+
 
i
   
'zwiększenie zmiennej wartosc o i

        
Next
 
i
                      
'zwiększenie i o jeden

    
aryt
 
=
 
wartosc
                  
'przypisanie zmiennej wyjściowej wartości zawartej w zmiennej wartość

    
End
 
Function

```

Poniżej znajduje się bardziej skomplikowany program, którego celem jest pokazanie jak:
- wpisywać formuły (a nie wartości) do arkusza przy pomocy VBA
- dokonywać operacji na kolumnach (np. zmiana szerokości)
- uruchomić Tabelę Danych z poziomu VBA
- wstawić wykres
- uruchomić Solvera z poziomu VBA
- jakie słabości ma Solver

Pierwsza część programu tworzy funkcję celu (sinusoida z trendem wzrostowym) oraz warunek ograniczający w postaci ujemnie nachylonej prostej (dopuszczalne rozwiązania znajdą się pod prostą).
Następnie będę chciał przedstawić na wykresie funkcję celu i warunek ograniczający. W tym celu zbuduję Tabelę Danych i na jej podstawie narysuję wykres. Na koniec rozwiążę zadanie maksymalizacji funkcji celu przy zadanym warunku ograniczającym. Okaże się, że Solver znajduje maksimum w punkcie x=2,094 (f=1,91). Z wykresu wynika jednak, że jest to maksimum lokalne. Dlatego żeby znaleźć maksimum globalne, trzeba rozpocząć poszukiwanie od np. x=5. Wtedy okaże się, że maksimum funkcji jest w x=7,54 (f=4,72). VBA może być więc przydatne w poszukiwaniu maksimów globalnych, ponieważ można wprowadzić np. pętlę, która będzie rozwiązywała zadanie optymalizacji wiele razy, startując z różnych punktów.
```
  
Sub
 
skomplikowany_program
()

  
''''stworzenie funkcji celu i wzoru na prostą ograniczającą'''

    
Range
(
"b1"
)
 
=
 
"cel"

    
Range
(
"b2"
).
Formula
 
=
 
"=sin("
 
&
 
Cells
(
2
,
 
3
).
Address
 
&
 
")+ 1/2*"
 
&
 
Cells
(
2
,
 
3
).
Address

    
Range
(
"c1"
)
 
=
 
"x="

    
Range
(
"a4"
)
 
=
 
"prosta"

    
Range
(
"b4"
).
Formula
 
=
 
"=-0.7*"
 
&
 
Cells
(
2
,
 
3
).
Address
 
&
 
"+10"

  
''''stworzenie formuły, która będzie wykorzystywana przez Solvera jak warunek ograniczający'''

    
Range
(
"a6"
)
 
=
 
"warunek"

    
Range
(
"b5"
).
Formula
 
=
 
"="
 
&
 
Range
(
"b2"
).
Address
 
&
 
"-"
 
&
 
Range
(
"b4"
).
Address

    
Range
(
"c5"
)
 
=
 
"<"

    
Range
(
"d5"
)
 
=
 
0

  
''''stworzenie "pierwszej" kolumny Tabeli Danych (a więc x=0, x=0.2, x=0.4 ... x=10)'''

    
Cells
(
10
,
 
1
)
 
=
 
0

    
For
 
i
 
=
 
1
 
To
 
50

        
Cells
(
i
 
+
 
10
,
 
1
)
 
=
 
Cells
(
i
 
+
 
9
,
 
1
)
 
+
 
0.2

    
Next
 
i

  
''''zmiana szerokości kolumny'''

    
Columns
(
2
).
ColumnWidth
 
=
 
12

  
''''dodanie tekstu i formuły w nagłówku "drugiej" kolumny Tabeli Danych'''

    
Range
(
"b8"
)
 
=
 
"funkcja celu"

    
Range
(
"b9"
).
Formula
 
=
 
"="
 
&
 
Range
(
"b2"
).
Address

  
''''dodanie tekstu i formuły w nagłówku "trzeciej" kolumny Tabeli Danych'''

    
Range
(
"c8"
)
 
=
 
"prosta"

    
Range
(
"c9"
).
Formula
 
=
 
"="
 
&
 
Range
(
"b4"
).
Address

  
''''stworzenie Tabeli Danych na podstawie 3 kolumn'''

    
Range
(
Cells
(
9
,
 
1
),
 
Cells
(
60
,
 
3
)).
Table
 
columninput
:
=
Range
(
"c2"
)

  
''''stworzenie wykresu na podstawie Tabeli Danych'''

      
Charts
.
Add

        
ActiveChart
.
ChartType
 
=
 
xlXYScatterSmoothNoMarkers

        
ActiveChart
.
SetSourceData
 
Source
:
=
Sheets
(
"Arkusz1"
).
Range
(
"A10:C60"
),
 
PlotBy
 
_

           
:
=
xlColumns

           
ActiveChart
.
Location
 
Where
:
=
xlLocationAsObject
,
 
Name
:
=
"Arkusz1"

        
ActiveChart
.
SeriesCollection
(
2
).
Select

  
''''wprowadzenie zadania optymalizacji do Solvera - maksymalizacja B2 poprzez zmianę C2'''

    
solverreset

    
solverok
 
setcell
:
=
Range
(
"b2"
),
 
maxminval
:
=
1
,
 
bychange
:
=
Range
(
"c2"
)

  
''''dodanie warunku ograniczającego - B5 to lewa strona, 1 to znak ≤, D5 to prawa strona'''

    
solveradd
 
cellref
:
=
Range
(
"b5"
),
 
relation
:
=
1
,
 
formulatext
:
=
Range
(
"d5"
)

    
solversolve
 
userfinish
:
=
True

  
End
 
Sub

```

## Przyszłość VBA
Obecnie (2007 rok) Microsoft planuje namówienie dotychczasowych twórców makr VBA w programach Office, aby ci zaczęli korzystać z tzw. Office Business Applications (OBA) dającego szersze możliwości (np. kod zarządzany).